# Sonic Boom (album de Lee Morgan)
Pour les articles homonymes, voir Sonic boom.
Albums de Lee Morgan
Standards
(1967) The Procrastinator
(1969)
Sonic Boom est un album du trompettiste de jazz Lee Morgan, enregistré le 14 et 28 avril 1967 et publié en 1979.
L'album fut réédité en 2003 avec sept pistes ajoutées et enregistrées le 12 septembre et 10 octobre 1969, qui furent à l'origine parues sur le double vinyle original The Procrastinator.
De ce fait, l'édition CD inclut deux compositions différentes, la première se compose de David Newman, Cedar Walton, Ron Carter et Billy Higgins et la seconde réunit Julian Priester, George Coleman, Harold Mabern, Walter Booker et Mickey Roker.

## Liste des titres
Toutes les chansons sont écrites et composées par Lee Morgan, sauf indication.
| No | Titre                                                              | Durée |
| -- | ------------------------------------------------------------------ | ----- |
| 1. | Sneaky Pete                                                        | 5:45  |
| 2. | The Mercenary                                                      | 7:10  |
| 3. | Sonic Boom                                                         | 6:18  |
| 4. | Fathead                                                            | 5:27  |
| 5. | I'll Never Be the Same (Gus Kahn, Matty Malneck, Frank Signorelli) | 7:16  |
| 6. | Mumbo Jumbo                                                        | 5:29  |

| 7.  | Free Flow         | George Coleman            | 4:50 |
| 8.  | Stormy Weather    | Harold Arlen, Ted Koehler | 5:44 |
| 9.  | Mr. Johnson       | Harold Mabern             | 6:11 |
| 10. | The Stroker       | Julian Priester           | 5:47 |
| 11. | Uncle Rough       | Harold Mabern             | 5:35 |
| 12. | Claw-Til-Da       | Mickey Roker              | 3:07 |
| 13. | Untitled Boogaloo |                           | 5:40 |